# Lindau (Szwajcaria)
Lindau – miejscowość i gmina (Politische Gemeinde) w północnej Szwajcarii, w kantonie Zurych, w okręgu (Bezirk) Pfäffikon. Leży nad rzeką Kempt.

## Demografia
W Lindau mieszkają 5723 osoby. W 2021 roku 20,4% populacji gminy stanowiły osoby urodzone poza Szwajcarią.

## Transport
Przez teren gminy przebiegają autostrady A1 i A4 oraz drogi główne nr 1, nr 345 i nr 346.